# Rifugio Vandelli
Rifugio Vandelli, celým názvem Rifugio Alfonso Vandelli al Sorapiss (německy také Vandellihütte nebo Sorapisshütte), je vysokohorská chata benátské sekce Italského alpského klubu (CAI) nalézající se v horské skupině Sorapiss v italské provincii Belluno. Chata je obvykle v provozu od poloviny června do poloviny září. Má 57 lůžek a zimní útočiště se čtyřmi lůžky.

## Historie
Chata byla postavena v roce 1891 jako Pfalzgau Hütte Pfalzgauskou sekcí Německého a Rakouského alpského klubu (DÖAV) u jezera Lago di Sorapiss. Poté, co ji v roce 1895 zničila lavina, byla o rok později obnovena na místě vzdáleném asi 100 m severněji. Během válečných zim v letech 1916 a 1917 byl opět silně zasažena lavinami. Po první světové válce byla chata vyvlastněna a předána CAI, stejně jako všechny ostatní chaty DÖAV, které se nyní nacházejí na italském území. Benátská sekce CAI chatu přestavěla a v roce 1924 ji mohla slavnostně otevřít pod názvem Rifugio Cesare Luigi Luzzatti na památku zasloužilého člena sekce. Po přijetí italských rasových zákonů byl v roce 1939 přejmenován na Rifugio Sorapis. Rifugio, které přežilo druhou světovou válku bez úhony, mohlo být znovu otevřeno v roce 1947. V říjnu 1959 chata vyhořela do základů. Rifugio, které bylo přestavěno na stejném místě, bylo otevřeno v roce 1966. Je pojmenována po dlouholetém předsedovi benátské sekce Alfonsu Vandellim.[1]

## Přístup
- Z Passo Tre Croci, 1805 m po trase 215 asi za 1,5 hodiny, po trase 213 za 2,75 až 3 hodiny.
- Z Val d'Ansièi - Federavecchia, 1368 m po cestě 217 za 2 ¾ až 3 hodiny.

## Sousední chaty a přechody
- Na Rifugio San Marco, 1823 m po stezce 215, 242, via ferrata Berti, 246, 226 asi za 7 hodin.
- Na Rifugio Capanna Tondi, 2327 m po stezce 215, 216, 223, 213 za 3,5 hodiny.
- Na Bivacco Slàtaper, 2600 m po stezce 215, 242, via ferrata Berti za 5 a půl hodiny.
- Na Bivacco Còmici, 2000 m po via ferrata Vandelli za 3 ¾ hodiny.

## Mapy a literatura
- Tabacco mapa 1:25.000, list č. 03, Cortina d'Ampezzo e Dolomiti Ampezzane
- Kompass mapa 1:50 000, list č. 55, Cortina d'Ampezzo
- Stefano Ardito: I 100 Rifugi più belli delle Dolomiti. Iter, Subiaco 2017 ISBN 978-88-8177-272-8.
- Carlo Avoscan, Fabrizio Francescon (eds.): Rifugi della provincia di Belluno. Cenni storici, accessi, traversate, ascensioni alla ricerca delle creature più belle delle Dolomiti. Provincia di Belluno, Dosson di Casier 2006.
- stránky chaty Archivováno 5. 3. 2022 na Wayback Machine.